# René Pijnen
Marinus Augustinus Josephus Pijnen, detto René (Woensdrecht, 3 settembre 1946), è un ex ciclista su strada e pistard olandese.
Professionista dal 1969 al 1987, fu campione olimpico nella cronosquadre ai Giochi di Città del Messico 1968 e vincitore di 72 Sei giorni.

## Carriera
Ciclista con caratteristiche di passista, nel 1967 fu terzo nella gara in linea dilettanti ai mondiali su strada di Heerlen. L'anno dopo, ancora dilettante, si laureò invece campione olimpico della cronosquadre ai Giochi di Città del Messico: a completare il quartetto olandese in quell'occasione erano Fedor den Hertog, Jan Krekels e Joop Zoetemelk. Passò professionista nel 1969 con la Willem II-Gazelle capitanata da Rik Van Looy.
Con i pro su strada ottenne 23 vittorie, comprese un Nationale Sluitingsprijs, un Grand Prix de Fourmies e quattro tappe alla Vuelta a España. Fu peraltro sesto alla Milano-Sanremo e quarto al Trofeo Baracchi (con Gerben Karstens) nel 1969 e secondo alla Parigi-Tours nel 1970. In contemporanea cominciò a dedicarsi al ciclismo su pista, e fu proprio in questa specialità che si distinse maggiormente.
Vinse per sei volte la prova di americana ai campionati europei, oltre che, nel 1977, quella di derny; fu poi medaglia d'argento e di bronzo, nel 1973 e 1974 rispettivamente, nell'inseguimento ai campionati del mondo.
Nella particolare disciplina delle Sei giorni, infine, conseguì 72 successi: si impose dieci volte nella Sei giorni di Rotterdam, otto in quella di Anversa, sei in quella di Maastricht, cinque in quella di Milano. Otto dei 72 trionfi arrivarono in coppia con il "Re delle Sei giorni" Patrick Sercu, nove con l'italiano Francesco Moser.

## Palmarès

### Strada
- 1966 (Dilettanti)

1ª tappa Ronde van Brabant
Classifica generale Ronde van Brabant
- 1967 (Dilettanti)

2ª tappa Tour de Namur
- 1968 (Dilettanti)

Giochi olimpici, Cronosquadre (con Fedor den Hertog, Jan Krekels, Joop Zoetemelk)
7ª tappa, 1ª semitappa, Giro del Belgio dilettanti
7ª tappa, 2ª semitappa, Giro del Belgio dilettanti
Ronde van Friesland
- 1969

2ª tappa Tour de Luxembourg (Esch-sur-Alzette)
4ª tappa, 1ª semitappa, Tour de Luxembourg (Lussemburgo)
Classifica generale Tour du Nord
Nationale Sluitingsprijs
- 1971

Prologo Vuelta a España (Almería, cronometro)
5ª tappa Vuelta a España (Salou)
17ª tappa, 2ª semitappa, Vuelta a España (Madrid, cronometro)
4ª tappa Grand Prix du Midi Libre
2ª tappa Tour de la Nouvelle-France (Victoriaville > Québec)
- 1972

Prologo Vuelta a España (Fuengirola, cronometro)
1ª tappa Grand Prix de Fourmies
Classifica generale Grand Prix de Fourmies
4ª tappa Tour du Nord
- 1973

Prologo Quattro giorni di Dunkerque (Dunkerque)

### Pista
- 1969

Campionati olandesi, Scratch
- 1970

Sei giorni di Anversa (con Klaus Bugdahl e Peter Post)
- 1971

Sei giorni di Anversa (con Leo Duyndam e Peter Post)
- 1972

Sei giorni di Rotterdam (con Leo Duyndam)
Sei giorni di Anversa (con Leo Duyndam e Theofiel Verschueren)
Sei giorni di Berlino (con Leo Duyndam)
Campionati olandesi, Americana (con Gerben Karstens)
- 1973

Sei giorni di Rotterdam (con Leo Duyndam)
Sei giorni di Anversa (con Leo Duyndam e Gerard Koel)
Campionati olandesi, Scratch
Campionati olandesi, Inseguimento individuale
Sei giorni di Monaco di Baviera (con Leo Duyndam)
Campionati europei #2, Americana (con Leo Duyndam)
- 1974

Sei giorni di Brema (con Leo Duyndam)
Sei giorni di Rotterdam (con Leo Duyndam)
Sei giorni di Londra (con Patrick Sercu)
Sei giorni di Berlino (con Roy Schuiten)
Sei giorni di Dortmund (con Patrick Sercu)
Campionati europei, Americana (con Patrick Sercu)
- 1975

Sei giorni di Brema (con Patrick Sercu)
Sei giorni di Londra (con Günter Haritz)
Sei giorni di Francoforte (con Günter Haritz)
Sei giorni di Monaco di Baviera (con Günter Haritz)
Sei giorni di Münster (con Günter Haritz)
- 1976

Sei giorni di Brema (con Günter Haritz)
Sei giorni di Münster (con Günter Haritz)
Campionati europei, Americana (con Günter Haritz)
- 1977

Sei giorni di Colonia (con Günter Haritz)
Sei giorni di Rotterdam (con Danny Clark)
Sei giorni di Londra (con Patrick Sercu)
Sei giorni di Grenoble (con Francesco Moser)
Campionati europei, Derny
Sei giorni di Herning (con Gert Frank)
- 1978

Campionati europei di derny
Sei giorni di Rotterdam (con Danny Clark)
Sei giorni di Milano (con Francesco Moser)
Sei giorni di Dortmund (con Francesco Moser)
Sei giorni di Zurigo (con René Savary)
Sei giorni di Maastricht (con Gerrie Knetemann)
- 1979

Sei giorni di Brema (con Danny Clark)
Sei giorni di Copenaghen (con Gert Frank)
Sei giorni di Anversa (con Albert Fritz e Michel Vaarten)
Sei giorni di Milano (con Francesco Moser)
Sei giorni di Groningen (con Wilfried Peffgen)
Sei giorni di Francoforte (con Gregor Braun)
Sei giorni di Grenoble (con Francesco Moser)
Sei giorni di Herning (con Gert Frank)
- 1980

Sei giorni di Colonia (con Danny Clark)
Sei giorni di Rotterdam (con Jan Raas)
Sei giorni di Anversa (con Roger De Vlaeminck e Wilfried Peffgen)
Sei giorni di Francoforte (con Gregor Braun)
Sei giorni di Maastricht (con Gerrie Knetemann)
Campionati europei, Americana (con Michel Vaarten)
- 1981

Sei giorni di Brema (con Gregor Braun)
Sei giorni di Anversa (con Alfons De Wolf)
Sei giorni di Münster (con Gert Frank)
Sei giorni di Maastricht (con Ad Wijnands)
- 1982

Sei giorni di Brema (con Albert Fritz)
Sei giorni di Rotterdam (con Patrick Sercu)
Sei giorni di Copenaghen (con Patrick Sercu)
Sei giorni di Milano (con Giuseppe Saronni)
Sei giorni di Monaco di Baviera (con Patrick Sercu)
Campionati europei, Americana (con Patrick Sercu)
Sei giorni di Maastricht (con Ad Wijnands)
- 1983

Sei giorni di Rotterdam (con Patrick Sercu)
Sei giorni di Anversa (con Stan Tourné)
Sei giorni di Milano (con Francesco Moser)
Sei giorni di Monaco di Baviera (con Urs Freuler)
Sei giorni di Madrid (con Enrique Martínez Heredia)
Sei giorni di Gand (con Étienne De Wilde)
Sei giorni di Brema (con Gregor Braun)
- 1984

Sei giorni di Colonia (con Josef Kristen)
Sei giorni di Rotterdam (con Urs Freuler)
Sei giorni di Milano (con Francesco Moser)
Sei giorni di Dortmund (con Francesco Moser)
Sei giorni di Parigi #2 (con Francesco Moser)
Sei giorni di Maastricht (con Danny Clark)
- 1985

Sei giorni di Rotterdam (con Danny Clark)
Sei giorni di Monaco di Baviera (con Urs Freuler)
Sei giorni di Zurigo (con Gert Frank)
Campionati europei, Americana (con Gert Frank)
- 1986

Sei giorni di Stoccarda (con Gert Frank)
Sei giorni di Maastricht (con Dietrich Thurau)
- 1987

Sei giorni di Colonia (con Dietrich Thurau)

## Piazzamenti

### Grandi Giri
- Tour de France

1969: ritirato (6ª tappa)
1970: fuori tempo (8ª tappa)
- Vuelta a España

1970: 20º
1971: 28º
1972: fuori tempo (5ª tappa)

### Classiche monumento
- Milano-Sanremo

1969: 6º
- Giro delle Fiandre

1969: 26º
1974: 26º
- Liegi-Bastogne-Liegi

1975: 36º

### Competizioni mondiali
- Campionati del mondo su strada

Heerlen 1967 - In linea Dilettanti: 3º
Zolder 1969 - In linea: ritirato
Leicester 1970 - In linea: 22º
Mendrisio 1971 - In linea: 29º
Montréal 1974 - In linea: ritirato
- Campionati del mondo su pista

San Sebastián 1973 - Inseguimento individuale: 2º
Montréal 1974 - Inseguimento individuale: 3º
Rocourt 1975 - Inseguimento individuale: 7º
Monteroni di Lecce 1976 - Mezzofondo: 8º
- Giochi olimpici

Città del Messico 1968 - Cronosquadre: vincitore
Città del Messico 1968 - In linea: 5º